# El cuarto de Leo
El cuarto de Leo es una película uruguayo-argentina de 2009. Dirigido por Enrique Buchichio y protagonizado por Martín Rodríguez, Cecilia Cósero, Gerardo Begérez, Arturo Goetz, Mirella Pascual y César Troncoso, el drama describe los conflictos de un joven adulto en pleno proceso de autoaceptación y definición sexual.

## Protagonistas
- Martín Rodríguez (Leo)
- Cecilia Cósero (Caro)
- Gerardo Begérez (Seba)
- Arturo Goetz (Juan)
- Mirella Pascual (madre de Leo)
- Rafael Soliwoda (Felipe)
- Carolina Alarcón (Andrea)
- César Troncoso (Eduardo)
- Leonor Svarcas (Alicia)

## Premios
- Premio FONA (2005)
- Premio Desarrollo Ibermedia (2005)
- Premio Global Film Initiative (2006)
- Premio Coproducción Ibermedia (2007)
- Premio MVD Socio Audiovisual Producción (2008) y Postproducción (Uruguay, 2009)
- Mejor Largometraje en el VI Festival Internacional de Cine Gay y Lésbico de Gran Canaria (España)
- Premio especial del jurado en el 25.º Festival de Cine GLBT de Turín (Italia)
- Mención especial del jurado en el 6.º Festival Internacional de Cine Lésbico y Gay de Andalucía (España)
- Mención al guion otorgada por la Asociación de Guionistas Vascos en el 7.º Festival Zinegoak de Bilbao (España)
- Premio del público en el 4.º Festival Internacional Llamale H (Uruguay)
- Premio Morosoli de Bronce otorgado por la Fundación Lolita Rubial de la ciudad de Minas (Uruguay, 2010).
- Premio Iris a la mejor película uruguaya otorgado por la revista Sábado Show del diario El País (Uruguay, 2010).
- Premio al mejor actor (Martín Rodríguez) en el Festival de Cine Gay de Ibiza (España, 2011) [3][4]